# 조선민주주의인민공화국의 국가원수
조선민주주의인민공화국의 국가원수(朝鮮民主主義人民共和國 國家元首)는 조선민주주의인민공화국을 대표하고 통치하는 최고령도자 겸 국가원수이다.

## 개요
1948년 초기의 조선민주주의인민공화국 헌법에서는 최고인민회의의 상임위원장이 국가 원수 역할을 수행하였고 김일성은 총리였다. 1972년 김일성이 국가 주석으로 선출됨으로써 국가 주석이 조선민주주의인민공화국을 대표하는 국가 원수가 되었다.
그러나 1994년 유훈통치기간을 거친 뒤 주석제는 사실상 폐지되었다. 1998년 9월 5일 개최된 조선민주주의인민공화국 최고인민회의 10기 1차 회의에서의 헌법개정으로 인해 일종의 명예 국가 원수화가 이루어졌다. 이 헌법 개정에서는 김일성에 대해 고인임에도 불구, 공화국의 영원한 대통령이라 규정했고 그 대신 최고인민회의 상임위원회의 위원장이 국가를 대표한다는 내용을 넣어 상임위원회 위원장을 국가원수로 규정하였다.
하지만 최고인민회의 자체가 조선로동당의 정책을 추인하는 기관으로 변질되었고, 그 조선로동당의 서기장을 국방위원장이자 이미 사망한 김일성 전 주석의 아들인 김정일이 겸임하기 때문에 사실상 김정일이 국가 최고 실권자로서 권한을 행사하였다.
2009년에 국방위원회 위원장이 최고령도자라는 내용을 넣으면서 김정일이 헌법적인 국가원수가 되었다가, 2011년 12월 사망하게 되자, 김정은이 최고 지도자의 역할을 부분적으로 수행하였고, 이듬해 4월 최고 지도자로 추대되면서 개정헌법에 의거 국방위원회 제1위원장의 자격으로 헌법적 및 실질적인 최고지도자가 되었다. 2016년 5월에 열리는 조선로동당 제7차 당대회에서 국방위를 폐지, 대통령제, 서기장이 부활할 수 있다는 전망이 일부 언론에서 나왔다. 김정은은 당대회에서 조선로동당 위원장에 취임하였다. 그리고 6월 29일 최고인민회의에서 헌법을 개정해 국방위원회를 국무위원회로 바꾸어 김정은을 국무위원장에 취임시키고, 국무위원장을 공화국 최고 수위로 하여 국가원수로 하였다.

1994년 7월 8일 김일성이 사망하였지만 주석직은 계속 유지되면서 김정일 국방위원회 위원장이 유훈통치(遺訓統治)를 하다가 1998년 9월 5일 사회주의헌법이 개정되면서 김일성 대통령이 공화국의 영원한 대통령으로 추대되었고 국가원수는 최고인민회의 상임위원회 위원장이 되었다.
2009년 4월 9일 최고인민회의에서 사회주의 헌법이 개정되면서 김정일이 헌법상의 국가 원수가 되었다. 김정일의 사후인 2012년 4월 13일에 사회주의 헌법 해당 조항이 '국방위원회 제1위원장은 조선민주주의인민공화국의 최고령도자이다'로 개정됨과 동시에 김정은이 국방위원회 제1위원장에 취임하면서 김정은이 북조선 헌법 상 국가원수가 되었다. 다만 외교상에 있어서는 여전히 최고인민회의 상임위원회 위원장이 국가를 대표하였다.
유엔 자료에 국방위원회 제1위원장 당시의 김정은이 북한의 공식적인 국가 원수로 되어 있다.
2016년 6월 29일 헌법을 개정해 국방위원회를 국무위원회로 바꾸어 김정은을 국무위원회 위원장에 취임시키고, 국무위원회 위원장을 공화국 최고 수위로 하여 국가원수로 하였다. 이후 유엔에 국가원수의 직위 변경을 통보하면서 김정은이 2012년 3월 8일에 처음 국가원수에 지명되었다고 통보했다.
2019년 현재 유엔 자료에 따르면 북한의 국가원수는 김정은이다
2019년 최고인민회의를 거처서 북한 김정은이 외교대사 소환 및 해임 권한을 가진 명실상부한 국가원수이다.
| 대수           | 사진                                                     | 이름           | 국가원수 자격 직책             | 임기 시작        | 임기 종료                                                     | 비고                                                                     |
| -------------- | -------------------------------------------------------- | -------------- | ------------------------------ | ---------------- | ------------------------------------------------------------- | ------------------------------------------------------------------------ |
| 1              |                                                          | 김두봉(金枓奉) | 최고인민회의 상임위원회 위원장 | 1948년 9월 9일   | 1957년 9월 20일                                               |                                                                          |
| 2·3·4          |                                                          | 최용건(崔庸健) | 최고인민회의 상임위원회 위원장 | 1957년 9월 20일  | 1972년 12월 28일                                              | 1962년 1966년 재선출                                                     |
| 5·6·7·8·9      |                                                          | 김일성(金日成) | 국가주석                       | 1972년 12월 28일 | 1994년 7월 8일                                                | 1980년 1989년 1990년 1992년 재선출                                       |
| 10·11          |                                                          | 김영남(金永南) | 최고인민회의 상임위원회 위원장 | 1998년 9월 5일   | 2009년 4월 9일                                                | 최고인민회의 상임위원장직은 2019년까지 2009년 재선출                     |
| 12             |                                                          | 김정일(金正日) | 국방위원회 위원장              | 2009년 4월 9일   | 2011년 12월 17일                                              | 국방위원회 위원장직은 1993년부터 2009년 헌법개정으로 '최고령도자'로 명시 |
| 대행           |                                                          | 김정은(金正恩) | 국방위원회 부위원장            | 2011년 12월 18일 | 2012년 3월 7일                                                | 국방위원장 대행                                                          |
| 13·14·15·16·17 | 국방위원회 제1위원장(2012~2016) 국무위원회 위원장(2016~) | 김정은(金正恩) | 2012년 3월 8일                 | 현직             | 국무위원회 위원장직은 2016년 헌법개정으로 '최고령도자'로 명시 |                                                                          |

## 참고

### 인용
1. ↑  김영석 (2015년 12월 23일). “北, 내년 7차 당대회서 국방위 폐지· 주석제 부활 가능성”. 국민일보. 2016년 5월 16일에 확인함.
2. ↑  이상현 (2016년 6월 29일). “北최고인민회의 개최…김정은 국무위원장 추대(4보)”. 연합뉴스. 2016년 6월 29일에 확인함.
3. ↑  정상화 (2009년 11월 30일). “2009년 북한의 헌법 개정과 선군정치”. 통일신문. 2016년 5월 16일에 확인함.
4. ↑  “HEADS OF STATE, HEADS OF GOVERNMENT, MINISTERS FOR FOREIGN AFFAIRS” (PDF) (영어). UN Protocol and Liaison Service. 2016년 5월 10일: 16. 2016년 5월 16일에 확인함.
5. ↑  “UN Protocol and Liaison service” (PDF). 2020년 9월 14일에 원본 문서 (PDF)에서 보존된 문서. 2017년 5월 9일에 확인함.

### 같이 보기
- 조선민주주의인민공화국의 국가 원수 부인